# Список персонажів «Сталевий алхімік»
«Сталевий алхімік» — манґа, створена Аракавою Хірому, два аніме-серіали та декілька фільмів на її основі. В цій статті наведено список персонажів франшизи.

## Головні песонажі

Едвард Ельрік

Альфонсо Ельрік

Вінрі Рокбелл

- Едвард «Ед» Елрік (яп. エドワード・エルリック, Edowādo Erurikku) — головний герой серіалу, відомий також як Сталевий алхімік, тому що в нього замість руки та ноги автопротези. Наймолодший Державний алхімік (здобув це звання в 12 років). Доволі маленького зросту, тому перебільшено гостро реагує на всяку згадку про це. На початку він переживає ніжні почуття до Вінрі, які приховує, і переписується з нею, але не робить спроб зблизитися, коли дівчина подорожує з ними. Протягом багатьох років боїться, що молодший брат ненавидить його (як старший саме він був ініціатором тієї спроби оживити матір), але не наважується прямо запитати його про це.

Сейю: Ромі Паку
- Альфонс «Ал» Елрік (яп. アルフォンス・エルリック, Arufonsu Erurikku) — другий головний герой серіалу. В результаті невдалого експерименту втратив своє тіло і тому більшу частину серіалу виглядає як великий порожній обладунок. У Ала добре серце та спокійний характер. Від завжди готовий допомогти іншому. Попри те, що Едвард старший за нього на один рік, піклується про брата як про молодшого. Під час подорожей його часто плутають зі Сталевим алхіміком. Своїми алхімічними вміннями майже не поступається братові, але на відміну від брата воліє вирішувати суперечки дипломатичним шляхом.

Сейю: Ріе Куґімія
- Вінрі Рокбелл (яп. ウィンリィ・ロックベル, Winrī Rokkuberu) — першокласний механік. З дитинства знайома з Елріками. Спершу вона злякалася їх занять з алхімії, але пізніше звикла, хоча вони їй багато про що не розповідали. Її батьки були лікарями. Загинули під час Ішварського повстання. Вона, разом зі своєю бабусею, створила автоброню для Едварда, і займається її лагодженням після отриманих Едом пошкоджень. Через свій характер здатна на багато що, але може і зробити помилки при збірці автоброні. Після битви братів в п'ятій лабораторії, приїжджає до них в столицю і постійно знаходиться з ними, турбуючись про їх стан.

Сейю: Меґумі Тойоґуті

## Військові
Держава Аместріс, в якій розгортаються дії серіалу, керується військовими. На чолі його стоїть фюрер. Після приходу до влади Кінґа Бредлі, країна веде протягом останніх років кровопролитні затяжні війни.

Рой Мустанґ

- Рой Мустанґ — військовий, також відомий як Полум'яний алхімік. Основна зброя — вогонь, який він висікає за допомогою своїх рукавичок. Мустанґ — безпосередній начальник Едварда в армії. Честолюбний. Був одним з тих, хто винищував повстанців в часи Ішварського повстання, тому вирішив стати якомога вищим за військовим щаблем, щоб більше не виконувати такі накази.
  - Сейю: Тору Окава

- Кінг Бредлі — фюрер, глава державного апарату. Гомункул, що підкоряється своєму господареві заради отримання душі. Для цього він усіма способами прагне знайти філософський камінь. Одружений, у нього є єдина дитина — маленький хлопчик, який обожнює свого батька. Одне око закрите пов'язкою, що приховує відмітину гомункулів.
  - Сейю: Хідекацу Шібата

- Алекс Люіс Армстронґ — державний алхімік. Через свою фізичну силу отримав друге ім'я «Могутньорукий алхімік». Походить з стародавнього роду, більшість членів якого — алхіміки та генерали, чим дуже пишається. У нього є красива і скромна молодша сестра, для якої він ідеал. Сентиментальний, сміливий і хвалькуватий, хоча це раціональний спосіб впливати на оточуючих. Один з небагатьох, хто вижив після зустрічі зі «Шрамом», вбивцею державних алхіміків. Підтримує Роя Мустанґа.
  - Сейю: Кенджі Уцумі

- Маес Х'юз — співробітник Департаменту Розвідки, добрий друг полковника Мустанґа і братів Ельріків. Х'юз любить свою дружину, і постійно захоплюється своєю дочкою Елісією. Алхімією він не володіє. Мучить усіх своїми постійними розповідями про дочку. Гине через те, що дізнався таємницю п'ятої лабораторії.
  - Сейю: Кейджі Фуджівара

## Інші
- Роза Томас — мешканка Ліора, що втратила свого коханого. Вірить в бога Літо, тому що їй пообіцяли воскресити її коханого.
  - Сейю: Хоко Кувашіма

- Шу Такер — державний алхімік, відомий тим, що створив першу химеру, здатну говорити і розуміти людську мову. Для її створення він використовував власну дружину, а через два роки, створив для атестації другу химеру — зі своєї маленької дочки Ніни і її пса Олександра.
  - Сейю: Макото Наґай

- Хоенхайм Ельрік — він же Світлий Хоенхайм, один з перших алхіміків світу. У Середньовіччі створив філософський камінь заради воскресіння померлого сина. Так був створений гомункул Заздрість. Батько братів Ельріків.
  - Сейю: Масаші Ебара

- Ческа — бібліотекар Центральної Бібліотеки, пізніше звільнена. Справжній книжковий черв'як, здатна пам'ятати всі прочитані книги аж до останньої літери. Не зважаючи на те, що Х'юз не давав їй спокою, своїми розповідями про дочку, вона сильно переживає його смерть і ненавидить Роя Мустанґа, за те що він не помстився за друга.
  - Сейю: Наомі Вакабаяші

- Шрам — ішварець, брат якого зогрішив, вирішивши вивчати стародавнє мистецтво алхімії заради воскресіння коханої. Шрам отримав від нього руку з витатуйованим на ній алхімічним кругом, вирішує вбити всіх державних алхіміків.
  - Сейю: Рьотаро Окіаю

- Ідзумі Кертіс — вчитель алхімії братів Ельріків. Має дуже крутий характер, піддає учнів суворим випробуванням. У спробі воскресити померлого сина створила гомункула Гнів.
  - Сейю: Шьоко Цуда

- Джульєта Дуглас — гомункул, отриманий при спробі братів воскресити свою матір. Посідає посаду секретаря фюрера, частково пам'ятає своє попереднє життя.
  - Сейю: Йошіно Такаморі